# Paulus Wörndl

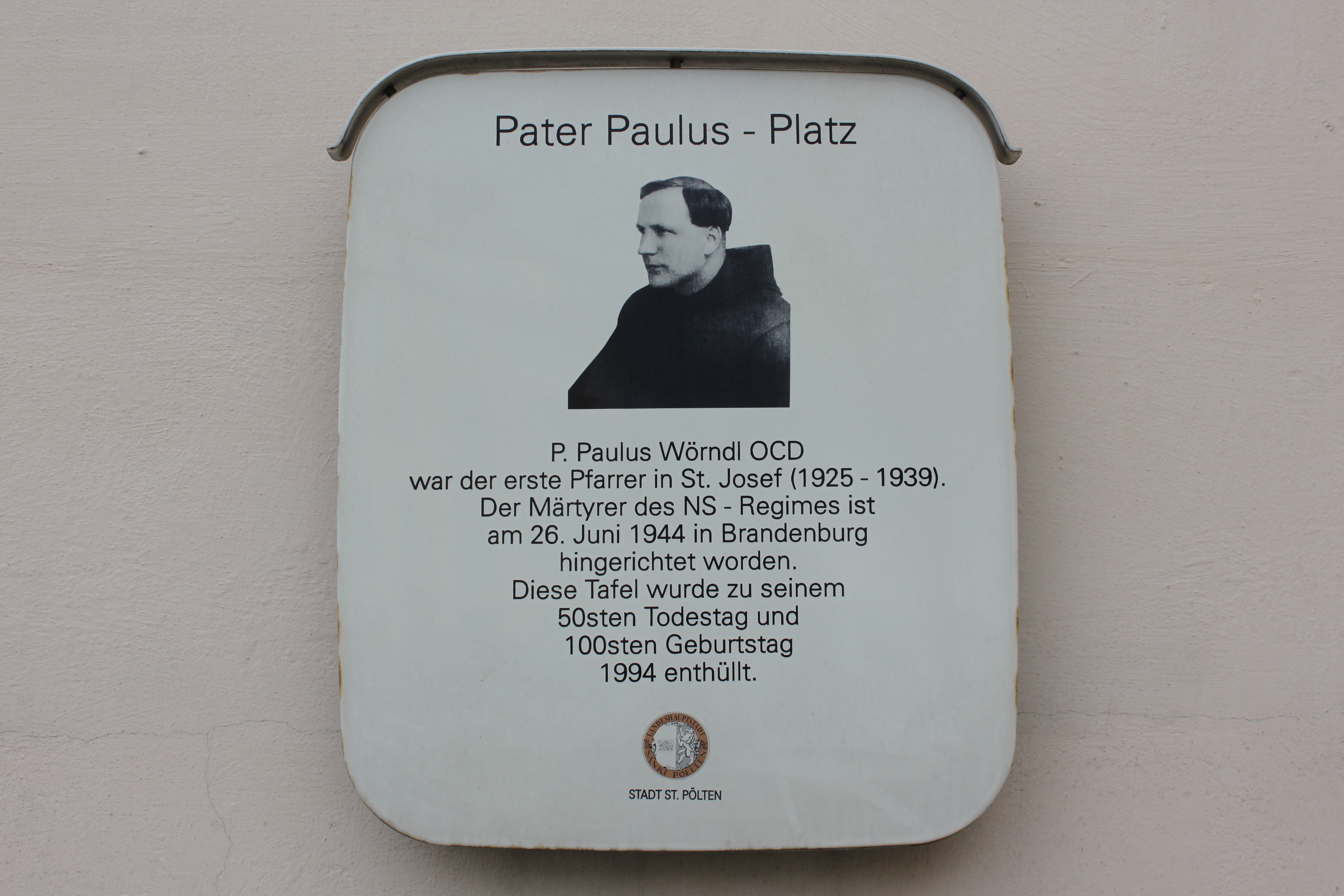
Gedenktafel an der Pfarrkirche St. Pölten-St. Josef

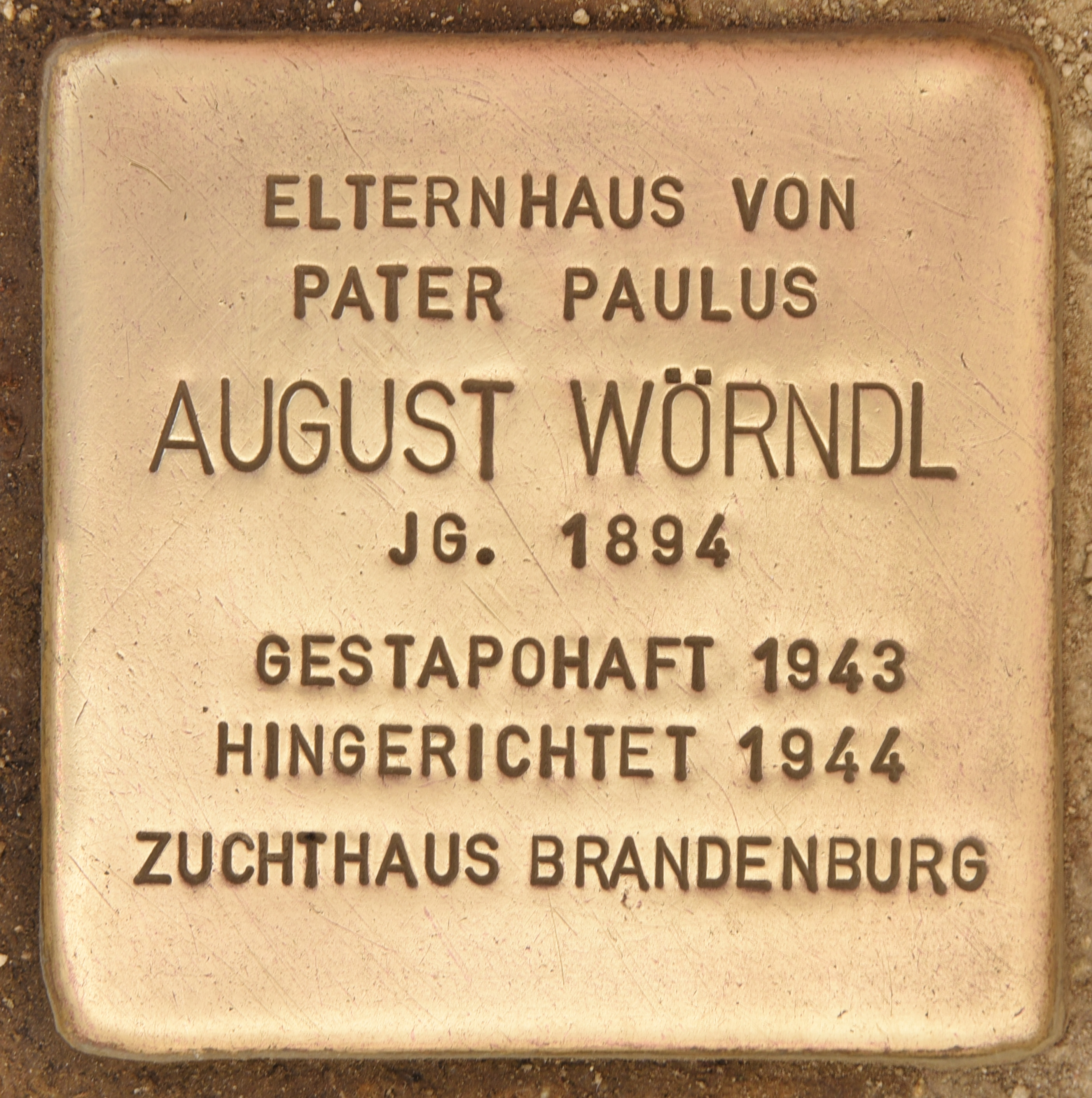
Stolperstein für August Wörndl in Wels

Paulus Wörndl OCD (* 20. August 1894 in Itzling bei Salzburg als August Wörndl; † 26. Juni 1944 in Brandenburg an der Havel) war ein österreichischer katholischer Ordenspriester, Unbeschuhter Karmelit und Gegner des Nationalsozialismus.

## Leben
Wörndl trat 1913 in Graz in den Karmelitenorden ein, wo er den Ordensnamen Paulus annahm und 1914 sein Profess anlegte. Nach einem Theologie- und Philosophiestudium an der Universität Wien empfing er 1919 im Stephansdom die Priesterweihe. 1925 wurde er Vikar und 1930 Pfarrverweser in der neuen Niederlassung der Karmeliter St. Josef in St. Pölten. 1938 wurde er als Vorsteher des Karmeliterkonvents nach Linz berufen und zugleich Pfarrer der Linzer Karmeliterkirche.
Am 6. Juli 1943 wurde Wörndl von der Gestapo auf Grund seines Briefwechsels mit einem Angehörigen einer österreichisch-norwegischen Widerstandsorganisation verhaftet und am 18. April 1944 wegen Hochverrats und Wehrkraftzersetzung zum Tod verurteilt. Am 26. Juni 1944 wurde Wörndl im Zuchthaus Brandenburg durch das Fallbeil enthauptet.